# Frevillea
Frevillea is een geslacht van kreeftachtigen uit de klasse van de Malacostraca (hogere kreeftachtigen).

## Soorten
- Frevillea barbata A. Milne-Edwards, 1880
- Frevillea hirsuta (Borradaile, 1916)
- Frevillea rosaea A. Milne-Edwards, 1880